# Église Saint-Léger de Gigny
L'église Saint-Léger de Gigny est une église située à Gigny, en France. Elle fait l'objet d'un classement aux monuments historiques depuis 1913.

## Localisation
L'église est située dans le département français de l'Yonne, sur la commune de Gigny.

## Description
Le clocher, d'une hauteur totale de 52 mètres, présente une torsion de gauche à droite, sans doute accidentelle, qui fait environ un seizième de tour.

## Historique
Si les origines de l'église remontent probablement au XIIIe siècle, l'essentiel du bâtiment actuel date du XVIe siècle. C'est notamment le cas du chœur, classé monument historique le 22 octobre 1913.
Depuis 1989, la commune est adhérente à l'association Les clochers tors d'Europe (ACTE) qui regroupe environ 80 édifices tordus, volontairement ou non.